# Пребсл, Филип
Филип Пребсл (чеш. Filip Prebsl; род. 4 марта 2003, Прага) — чешский футболист, опорный полузащитник пражской «Славии», выступающий на правах аренды за польский «Гурник».

## Клубная карьера
Родившись в Праге, Филип Пребсл начал заниматься футболом в клубе «Тршеборадице» на окраине чешской столицы, а уже с 10 лет воспитывался в академии «Славии». В 17-летнем возрасте футболист был отдан в 6-месячную аренду в «Викторию Жижков», за которую и дебютировал во взрослом футболе. Летом того же года был на арендован клубом «Селье и Белло».
В феврале 2022 года был взят в аренду сроком на 18 месяцев либерецким «Слованом», однако из-за травмы голеностопа первую игру за клуб провёл лишь 31 июля. За полтора года в «Словане» Пребсл стал одним из лидеров команды, проведя 52 игры в чемпионате страны и трижды отличившись забитыми голами. В июле 2024 года было объявлено о возвращении игрока в «Славию» и продлении с ним контракта до 2028 года.
8 февраля 2025 года было объявлено об аренде футболиста до конца сезона польским «Гурником».

## Карьера в сборной
С 2017 года Пребсл выступал за сборные Чехии различных возрастов.
В сентябре 2023 года был приглашён Яном Сухопареком на сборы национальной команды до 21 года для подготовки к играм против Словакии и Исландии, однако из-за травмы был вынужден пропустить эти матчи. В октябре 2023 года вновь был вызван в молодёжную сборную, за которую дебютировал 13 октября в матче против сверстников из Уэльса.